# 狼なんか怖くない (1933年の曲)
「狼なんか怖くない (Who's Afraid of the Big Bad Wolf)」は、フランク・チャーチルが作詞作曲し、アン・ロネル (Ann Ronell) が補作詞したポピュラー・ソングで、1933年に封切られたディズニーの短編アニメーション映画『三匹の子ぶた』において、フィドラー・ピッグ（木の枝の家を建てる：声はメアリー・モーダー   (Mary Moder)）とファイファー・ピッグ（藁の家を建てる：声はドロシー・コンプトン   (Dorothy Compton)）が、遊ばずに働いているプラクティカル・ピッグ(煉瓦の家を建てる：声はピント・コルヴィッグ   (Pinto Colvig)）を笑い、ビッグ・バッド・ウルフ（大きな悪い狼：声はビリー・ブレッチャー (Billy Bletcher)）をやっつけてやると歌う歌である。この曲の主題は1930年代にポピュラー・ソングとしてヒットし、さらに数多くの歌手やグループにカバーされたことで、今日でもディズニーの音楽の中でも最も広く知られているもののひとつとなっている。また、この曲は、1963年のエドワード・オールビーの戯曲『ヴァージニア・ウルフなんかこわくない』の題名のインスピレーションとなった。
日本語では曲名が「狼なんかこわくない」と表記されることもある。また、後述のように「三匹ノ小豚」「三匹の子豚」として邦題が付いた例もある。

## 後のディズニー作品での再起用
この曲は、『三匹の子ぶた』の続編でも使用され、1955年にはテレビ番組『ディズニーランド』の「Cavalcade of Songs」の回にも再演された。また、1990年に発売されたカラオケ・ビデオのシリーズ Sing Along Songs のひとつ『I Love to Laugh』に収録されたほか、数多くのディズニー関係のレコードなどで取り上げられている。

## カバー・バージョン

### LL・クール・J
アメリカ合衆国のラッパーであるLL・クール・Jは、ディズニーのアルバム『マッド・アバウト・マウス (Simply Mad About the Mouse: A Musical Celebration of Imagination)』で、「狼なんかこわくない」としてこの曲を歌っている。この曲は、エディ・F (Eddie F) とLL・クール・Jのプロデュースにより、1991年にコロムビア・レコードからシングルとしてリリースされた。そこでは、マイケル・ジャクソンの「ビリー・ジーン」がサンプリングされている。このLL・クール・Jのバージョンは、ビルボード誌のチャートに登場するまでのヒットにはならなかった。

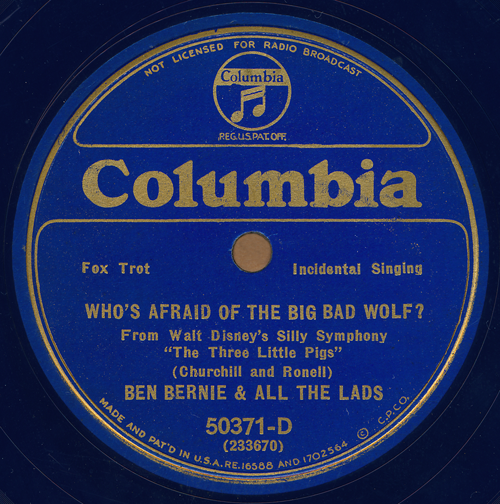
ベン・バーニーによるこの曲のレコード (1933年) のレーベル面

#### Track listing
A-side
1. "Who's Afraid Of The Big Bad Wolf?"- 3:50

B-side
1. "I Need A Beat"- 4:31
2. "I Can't Live Without My Radio"- 5:27

### 他のカバー・バージョン
この曲のカバー・バージョンとして知られるものには、次のようなものがある。
- 1933年 - ベン・バーニー (Ben Bernie) - アメリカ合衆国のジャズ・ヴァイオリニスト
- 1933年 - ドン・ベスター (Don Bestor) - アメリカ合衆国のバンド・リーダー
- 1933年 - ヴィクター・ヤング - アメリカ合衆国の作曲家
- 1933年 - ヘンリー・ホール (Henry Hall) - イギリスのバンド・リーダー
- 1934年 - ジャン・サブロン (Jean Sablon) - フランスの歌手、 曲名 "Prenez Garde Au Méchant Loup!".
- デューク・エリントン - アメリカ合衆国のピアニスト、作曲家
- リタ・パヴォーネ - イタリアのロック/バラード歌手
- 1961年 - 子供向けのテレビアニメ『ピンキー&パーキー (Pinky and Perky)』のレコード[6]
- 1963年 - バーブラ・ストライサンド -  アメリカ合衆国の歌手、アルバム『The Barbra Streisand Album』に収録
- チュチョ・アベラネット (Chucho Avellanet) - プエルトリコの歌手、コメディアン
- 2006年 -  B5 - アメリカ合衆国のボーイ・バンド、『WOW!〜ディズニーマニア4 プレゼンツ・ディズニーロック&ポップ!!ミュージック・アルバム』に収録
- 2007年 -  マックス・ラーベとそのパレス・オーケストラ (Max Raabe and his Palace Orchester) - ドイツの歌手、アルバム『Heute Nacht oder nie』に収録し、ステージでもしばしば披露している。

原曲と同時代の日本語によるカバーには、次のようなものがある。
- 1935年 - チェリー・ミヤノ「狼なんか怖くない」作詞：島田磬也、編曲：中澤壽士
- 1937年 - リラ・ハマダ「三匹ノ小豚」作詞：桐山麗吉、編曲：服部良一

その後の日本語によるカバーには、次のようなものがある。
- 1953年 - 松島トモ子「三匹の子豚」作詞：門田ゆたか、編曲：冨田勲[8]
- 1962年 - 松島ミノリ、芳川和子、栗葉子「三びきの子ぶた-おおかみなんかこわくない-」訳詩・脚色：丘灯至夫、編曲：松尾健司。日本コロムビアから発売されたディズニーランドレコードの『三匹の子ぶた』に収録された版[9]。
- 1974年 - 小鳩くるみ「狼なんかこわくない」作詞：わしづなつえ。『ディズニーランドの小鳩くるみ ディズニー映画主題歌集』（ビクターエンタテインメント）に収録された版[10]
- 1987年 - 山野さと子、森の木児童合唱団「狼なんかこわくない」。『ディズニー映画 名作主題歌集』（日本コロムビア）に収録された版
- 2005年 - 石井里奈、小村知帆、小村美記、中右貴久、森の木児童合唱団「狼なんかこわくない」。子供向けオムニバスCD『CDツイン テレビ・こどものうた～魔法戦隊マジレンジャー～』（日本コロムビア）に収録された版